# Tribe (Enrico Rava)
Tribe è un album in studio del trombettista e compositore italiano Enrico Rava, pubblicato nel 2011 a nome Enrico Rava Quintet.

## Tracce
1. Amnesia – 4:34
2. Garbage Can Blues – 3:34
3. Choctaw – 5:38
4. Incognito – 10:00
5. Cornettology – 8:16
6. F. Express – 7:32
7. Tears for Neda – 6:16
8. Song Tree – 3:36
9. Paris Baguette – 3:39
10. Planet Earth – 3:04
11. Tribe – 5:00
12. Improvisation – 3:37

## Formazione
- Enrico Rava - tromba
- Gianluca Petrella - trombone
- Giovanni Guidi - piano
- Gabriele Evangelista - contrabbasso
- Fabrizio Sferra - batteria
- Giacomo Ancillotto - chitarra (tracce 2, 6, 7 e 8)